# Marianówka (województwo dolnośląskie)
Marianówka (niem. Mariendorf) – wieś w Polsce położona w województwie dolnośląskim, w powiecie kłodzkim, w gminie Bystrzyca Kłodzka, u podnóża Iglicznej.

## Położenie
Marianówka to niewielka wieś leżąca na południe od Idzikowa i Pławnicy, u zachodniego podnóża Iglicznej, w zakolu Pławnej, na wysokości około 430–520 m n.p.m.

## Historia, podział administracyjny
Powstała w roku 1796, na wydzielonych gruntach majątku idzikowskiego. Spore znaczenie dla rozwoju wsi miała obsługa pielgrzymów idących na Igliczną. Pod koniec XIX wieku Marianówka rozwinęła się jako miejscowość letniskowa. W roku 1900 połączyły się dwie części: Marienau i Neudorf.  Po roku 1945 wieś była znacznie słabiej zaludniona, ale utrzymała charakter rolniczo-letniskowy. W latach 1975–1998 miejscowość administracyjnie należała do województwa wałbrzyskiego. W 1980 roku powstało tu Towarzystwo Sportu Zimowego stawiające sobie za cel rozwój narciarstwa. Powstają ostatnio i nowe obiekty. W roku 1939 miała 137 mieszkańców, w 2011  66.

## Zabytki
- pomnik poświęcony poległym w I wojnie światowej[5]
- domkowa kaplica[5] barokowa pw. św. Teresy z 1871 r. wybudowana na planie kwadratu, nakryta dachem namiotowym. Odremontowana przez mieszkańców wsi
- kapice i krzyże przy Złodziejskiej Ścieżce

## Turystyka i rekreacja
Znajdują się tam liczne gospodarstwa agroturystyczne, stadnina koni i baza harcerska. Marianówka oferuje turystom spokój, ciszę. Jest bazą wypadowa na Śnieżnik, Czarną Górę oraz do Międzygórza. Przy drodze z Marianówki do Szklar znajduje się ubezpieczona skała wspinaczkowa, ale wspinanie się na niej wymaga posiadania – poza umiejętnościami – wiedzy i sprzętu asekuracyjnego.

Przez Marianówkę przechodzą dwa szlaki turystyczne:
- z Wilkanowa na Igliczną,
- z Bystrzycy Kłodzkiej na Igliczną.